# Omorphina chrysostigma
Omorphina chrysostigma là một loài bướm đêm trong họ Noctuidae.